# Querverschiebewiderstand
Querverschiebewiderstand ist ein Begriff aus der Gleisbautechnik. Es ist der Widerstand von Gleisanlagen von Eisenbahnen, den ein Gleis der Querverschiebung der Schwelle quer zur Gleisachse entgegensetzt. Der Wert ist abhängig vom Material des Oberbaus, wie Schotterkörnung, Schwellentyp und von den Kurvenradien eines Gleises. 
Siehe auch: Wanderschutz